# Mark Hamill
Mark Richard Hamill (født 25. september 1951) er en amerikansk skuespiller og tegnefilmsdubber. I starten af sin karriere var han mest kendt for små tv-programmer, men hans store gennembrud kom med Star Wars. Siden har han leveret stemme til en masse tegnefilmfigurer, bl.a. Jokeren i nogle Batman-tegnefilm. Han har været med i Star Wars IV, V, VI, VII og VIII, og som Professor Arnold i Kingsman: The Secret Service.

## Filmografi

### Film
- Star Wars Episode IV: A New Hope (1977) - Luke Skywalker
- Star Wars Episode V: The Empire Strikes Back (1980) - Luke Skywalker
- Star Wars Episode VI: Return of the Jedi (1983) - Luke Skywalker
- Batman: Mask of the Phantasm (1993) - Jokeren
- Hamilton (1998) - Mike Hawkins
- Kingsman: The Secret Service (2014) - Professor Arnold
- Star Wars: The Last Jedi (2017) - Luke Skywalker
- Child's Play (2019) - Chucky
- Star Wars: The Rise of Skywalker (2019) - Luke Skywalker

### Tv-serier
- Batman: The Animated Series (1992-1995) - Jokeren
- Batman Beyond (1999-2001) - Jokeren
- Avatar: The Last Airbender (2008-2012) - Fire Lord Ozai
- The Flash (2013-2017) - Trickster